# Folake Olunloyo
Folake Olunloyo-Oshinowo là một chính trị gia Nigeria  và cựu thành viên của Hạ viện.

## Nghề nghiệp
Olunloyo-Oshinowo là một phụ tá cao cấp của cựu Chủ tịch Hạ viện, Alhaji Aminu Waziri Tambuwal, trước khi chuyển từ Đảng Dân chủ Nhân dân (PDP) sang Đại hội Tiến bộ (APC).
Olunloyo-Oshinowo giữ danh hiệu thủ lĩnh của Aare Egbe Omo Iyalode; bà đã kết hôn với bác sĩ Tunde Oshinowo.